# Xanthocrambus watsoni
Xanthocrambus watsoni là một loài bướm đêm trong họ Crambidae.